# Светиите покровители на Неапол се покланят на разпятието
„Светиите покровители на Неапол се покланят на разпятието“ (на италиански: Santi patroni di Napoli adorano il crocifisso) е картина на неаполитанския художник Лука Джордано от 1660 – 1661 г.  Картината (315 х 400 см) е изложена в Зала 103 на Национален музей „Каподимонте“ в Неапол. Използваната техника е маслени бои върху платно.

## История и описание
Първоначално тази картина, поръчана от вицекраля на Кралство Неапол Гаспаре де Бракамонте, е предназначена за новопостроената църква „Санта Мария дел Пианто“. Поради заминаването на художника Матия Прети за Малта вицекралят извиква други двама неаполитански художници – Лука Джордано и Андреа Вакаро, за да нарисуват олтарните картини на църквата. Андреа Вакаро рисува централната картина, а Лука Джордано двете странични, тази и Свети Януарий се застъпва пред Дева Мария, Христос и Вечния Отец за спиране на чумата, които, поради това че художникът ги изработва само за два дни, му носят прозвището на неаполитански диалект „Luca Fapresto“ (Лука Бързака).
Картината е свързана с ужасната епидемия от чума, която връхлита град Неапол през 1656 г. и унищожава почти половината от населението. Както това платно, така и другото, поръчани за същата църква, имат като отправна точка годините на неаполитанската епидемия, с изключение на това че другата картина се занимава по-изрично с темата.
Оригиналното местоположение на двете картини на Лука Джордано е било в църквата „Санта Мария дел Пианто“ в Поджореале, тъй като в тази част на града са погребани повечето от жертвите на чумата.